# John Börjeson (1855–1932)
John Bruno Börjeson, född 20 februari 1855 i Väsby, Gillberga socken, Värmlands län, död 10 juli 1932 i Karlstad, Värmlands län, var en svensk lektor vid Karlstads högre allmänna läroverk (nu Tingvallagymnasiet).[källa behövs]
Börjeson engagerades som rådgivare vid inspelningen av filmen Värmlänningarna 1921, samtidigt medverkade han i filmen som präst.

## Filmografi
- 1921 – Värmlänningarna

### Fotnoter
1. 1 2  ”John Börjeson”. Svensk Filmdatabas. http://www.sfi.se/sv/svensk-filmdatabas/Item/?type=PERSON&itemid=58259&ref=%2ftemplates%2fSwedishFilmSearchResult.aspx%3fid%3d1225%26epslanguage%3dsv%26searchword%3dJohn+B%C3%B6rjeson%26type%3dPerson%26match%3dBegin%26page%3d1%26prom%3dFalse. Läst 19 februari 2013.